# Sachiel

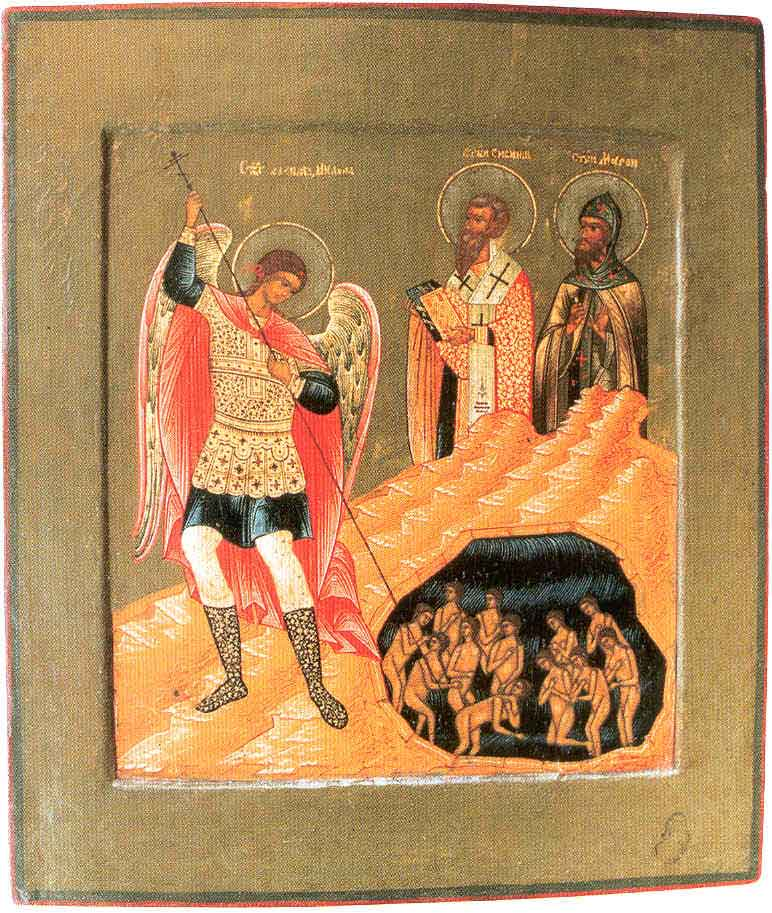

Dans l'angélologie kabbalistique et chrétienne, Sachiel est un archange de l'ordre des Chérubins. La signification de son nom est « celui qui couvre Dieu », et il est associé avec un signe du zodiaque, le Sagittaire. Son jour de la semaine est le jeudi, ses autres attributs sont la richesse et la charité. Alors que selon la plupart des sources, Sachiel préside au jeudi, d'autres l'associent au lundi ou au vendredi[citation nécessaire]. Tous l'associent à la planète Jupiter ; à ce titre, l'angélologie new âge dit que l'on peut l'invoquer pour les affaires impliquant l'argent, la finance, le droit, la politique et la religion. Son sceau apparaît dans un livre de Francis Barrett , Le Mage, un recueil occulte du XIXe siècle. Il apparaît également dans le traité du XVIe siècle, Le Livre Complet de la Science Magique.

## Dans la culture populaire
Dans la série animée japonaise Neon Genesis Evangelion, un monstre géant du même nom, appartenant à la race connue sous le nom d'Anges, apparaît dans les deux premiers épisodes de l'émission.